# Bedwetters
Bedwetters é uma banda estoniana de pop punk formada em 2004 na cidade de Pärnu.

## Integrantes
- Joosep Järvesaar – vocal
- Mihkel Mõttus – guitarra, vocal de apoio
- Rauno Kutti – guitarra, vocal de apoio
- Kaspar Koppel – baixo
- Karl-Kristjan Kingi – bateria, vocal de apoio

## Discografia
Álbuns de estúdio
- 2009: Meet the Fucking Bedwetters

Singles
- 2007: "Dramatic Letter to Conscience"
- 2008: "So Long Nanny"
- 2009: "Long.Some.Distance"
- 2009: "Source of Inspiration"
- 2009: "Someone Worthless"
- 2010: "Hayley"